# Trouble atypique du développement
Le trouble atypique du développement ou désordres multiples du développement, en anglais Multiple complex developmental disorder, a été défini par le psychiatre américain Donald J. Cohen en 1986,. Le Trouble atypique du développement est caractérisé par une maturation anormale de certaines fonctions psychologiques, tant dans le domaine intellectuel qu'affectif. Le développement normal d'autres fonctions différencie les troubles atypiques d'un retard global de développement. Il s'agit de troubles précoces, apparaissant avant six ans, et multi-factoriels.
Le terme de Trouble envahissant du développement, utilisé par la CIM-10, regroupe l'autisme infantile, le syndrome d'Asperger, le syndrome de Rett, et divers troubles apparentés. En France, la CFTMEA maintient dans sa dernière édition de 2020 une catégorie originale et sans équivalent dans le reste du monde, les dysharmonies psychotiques, et établit un rapprochement avec le trouble atypique du développement.
La pertinence de cette catégorie nosologique a été critiquée, notamment, par Bernadette Rogé, en raison d'un risque de confusion avec les troubles du spectre de l'autisme (TSA).

## Présentation
La symptomatologie des troubles atypiques du développement est variable, et peut inclure par exemple angoisse, terreurs, ritualisme, langage stéréotypé.  

### Critères du diagnostic des MCDD (multiple complex developpemental disorder)
1. La régulation de l'état affectif et de l'anxiété est altérée au-delà de ce qui est observé chez des enfants d'âges comparables, et se manifeste par plusieurs des comportements suivants :
  - anxiété ou tension intense et généralisée ;
  - peurs et phobies souvent inhabituelles ou singulières
  - épisodes de panique récurrents ou anxiété submergeant le sujet ;
  - épisodes de désorganisation du comportement ponctués par des conduites nettement immatures, primitives ou violentes ;
  - fréquentes réactions d'anxiété idiosyncrasiques ou bizarres.
2. Comportement social et sensibilité relationnelle constamment altérés, et se manifestant par différents types de troubles :
  - désintérêt social, détachement, évitement, ou repli sur soi, en dépit de compétences évidentes ;
  - relations avec les pairs fortement altérées ;
  - troubles marqués des liens affectifs, degré important d'ambivalence vis-à-vis des adultes ;
  - limitations profondes des capacités d'empathie ou de la compréhension exacte des affects d'autrui.
3. Altération du processus cognitif (trouble de la pensée) se manifestant par certaines difficultés suivantes :
  - irrationalité, intrusions soudaines dans le processus de pensée normal, pensées magiques, néologismes ou répétition de mots dénués de sens, pensées décousues, idées bizarres et d'un illogisme flagrant ;
  - incapacité à distinguer réalité et vie intérieure imaginaire ;
  - perplexité et confusion (troubles de la compréhension des processus sociaux ou difficulté à garder ses pensées organisées) ;
  - illusions, idées prédominantes comprenant des fantasmes d'omnipotence, des préoccupations paranoïdes, un hyperinvestissement de personnages imaginaires, de fantasmes grandioses, de pouvoirs exceptionnels et une idéation référentielle.
4. Le syndrome apparaît lors des premières années de la vie.
5. L'enfant n'est ni autiste (il présente néanmoins un Trouble envahissant du développement), ni schizophrène (la notion de schizophrénie infantile reste un sujet débattu entre professionnels)

### Troubles atypiques fonctionnels
Les troubles fonctionnels marquent des défauts dans les capacités d'investissement, des difficultés scolaires, une communication inadaptée moins spécifique que la relation autistique[réf. nécessaire].  
Ces troubles s'étendent à des troubles du langage, de la psychomotricité, des fonctions cognitives: 
- dyspraxie,dyscalculie,dyslexie
- dysgnosie
- dysphasie, écholalies

### Composante dépressive
Il y a également de trouble de la personnalité ; l'angoisse dépressive marque un sentiment d'insécurité, pouvant mener au développement de rituels. Il y a difficulté de séparation (individuation).
- inhibition ou hyperactivité
- énurésie, encoprésie

### Diagnostic différentiel
Les classifications internationales (CIM 10 et DSM-V) ne se recoupent pas avec la classification française (CFTMEA). Dans les classifications internationales, le diagnostic des dysharmonies psychotiques n'existe pas. Dans le cadre de la mise en correspondance entre la CIM-10 et la CFTMEA, il a été proposé aux professionnels de santé français de coder les diagnostics de Trouble atypique du développement et de dysharmonie psychotique en trouble envahissant du développement non spécifié.
L'émergence de la notion de Multiple Complex Developpmental Disorders (MCDD) rend compte dans la littérature anglophone d'une convergence de points de vue avec l'approche française traditionnelle.
Cette émergence interroge sur la nécessité de clarifier la place des troubles envahissements du développement non spécifiés au sein de la famille des troubles autistiques, puisque ces derniers sont plus fréquents que l'autisme typique.

## Critiques
Bernadette Rogé critique cette catégorie nosographique en raison de son statut incertain, car les critères diagnostics recoupent fortement ceux des troubles du spectre de l'autisme (TSA). Elle pose la question de savoir si les troubles atypiques du développement sont une forme atténuée des TSA, ou s'ils constituent bien une catégorie nosologique à part entière.